# Спіридіон Альбанський
Спіридон Ян Альбанський (пол. Spirydion Jan Albański; 4 жовтня 1907, Львів — 30 березня 1992, Катовиці) — польський футболіст, воротар.

## Кар'єра
Спіридон Альбанський народився у Львові, Австро-Угорщина (нині — Львів, Україна). Почав грати в клубі «Погонь», за який виступав протягом 11 років, зігравши 234 матчі за команду — клубний рекорд, не побитий досі. Під час виступів за «Погонь» Альбанський провів 21 матч за збірну Польщі, включаючи поїздку на Олімпійські ігри 1936 року в Берліні. У період з 1930 по 1939 рік Спіридон провів усі матчі за клуб (174 гри поспіль), а в 1936 був капітаном команди. Альбанський в ті роки був одним із найпопулярніших спортсменів Польщі, навіть незважаючи на не зовсім спортивну статуру 176 см і 50 кг (хоча потім поправився до 62 кг).
Після радянської анексії Західної України Альбанський виступав у новостворених командах — «Динамо» (Львів) та «Спартак» (Львів).
У 1944 році Альбанський переїхав до міста Ряшів (нині Польща). Там виступав за місцевий клуб «Ресовія», а в сезоні 1945/46 провів кілька матчів за «Погонь» із Катовиць.
Після закінчення Другої світової війни Альбанський переїхав у Верхню Сілезію працювати у вуглевидобувній промисловості, потім працював державним службовцем і, пізніше, футбольним тренером.